# Lucjan Malinowski
Lucjan Feliks Malinowski (27 de maig de 1839, Jaroszewice - 15 de gener de 1898, Cracòvia) fou un lingüista polonès, investigador dels dialectes del silesià, viatger, catedràtic a la Universitat Jagellònica i des del 1887 director del Seminari de Llengües Eslaves.